# Клон (роман)
«Клон» (англ. The Clone) — науково-фантастичний роман Теодора Локарда Томаса та Кейт Вільгельм, що вийшов 1965 року, розширений варіант однойменного оповідання 1959 року. Один з номінантів премії «Неб'юла» за найкращий роман.

## Сюжет
Одного ранку, після випадкового поєднання хімічних та органічних речовин, в Чиказькій каналізації з'являється жива істота. У безперервному пошуку їжі вона буде розширюватися по всьому Чикаго, асимілюючи, не залишаючи ніякої можливості для втечі, всім живим істотам, які знаходяться на шляху її зростанні. Коли їжі буде недостатньо, вона почне поглинати інертні органічні сполуки, тим самим знищуючи все місто.
Лише з моменту, коли стає відомим той факт, що йод є отрутою для цього організму, пожежники й армія, очолювані патологом лікарні Марком Кеністоном, зможуть перемогти її.

## Переклади
Вийшов італійською в журналах «Urania» № 436 (травень 1966) та 708 (жовтень 1976), «Classici Urania» № 100 в липні 1985 року і, нарешті, він був перевиданий під назвою «Клон» в «Urania Collection 060» у 2008 році, і знову ж таки у видавництві Arnoldo Mondadori Editore.
Обкладинка видання «Urania» виконана Карелом Толе, а видання Classici — Джузеппе Фестіно.
- Theodore Lockard Thomas e Kate Wilhelm. The Clone. — Berkley Medallion Books, 1965.
- Theodore Lockard Thomas e Kate Wilhelm. Dalle fogne di Chicago. — Urania n° 436. — Arnoldo Mondadori Editore, 1966.
- Theodore Lockard Thomas e Kate Wilhelm. The Clone. — Mayflower, 1969. — С. pp.144.
- Theodore Lockard Thomas e Kate Wilhelm. Dalle fogne di Chicago. — Urania n° 780. — Arnoldo Mondadori Editore, 1976.
- Theodore Lockard Thomas e Kate Wilhelm. Dalle fogne di Chicago. — Classici Urania n° 100. — Arnoldo Mondadori Editore, 1985. — С. pp.167.
- Theodore Lockard Thomas e Kate Wilhelm. Clone. — Urania Collezione n° 060. — Arnoldo Mondadori Editore, 2008.